# Rue Charles-Gerhardt
La rue Charles-Gerhardt est une impasse du 17e arrondissement de Paris, en France.

## Situation et accès
La rue Charles-Gerhardt est une voie publique située dans le 17e arrondissement de Paris. Elle débute au 1, rue Gustave-Doré et se termine en impasse.

## Origine du nom

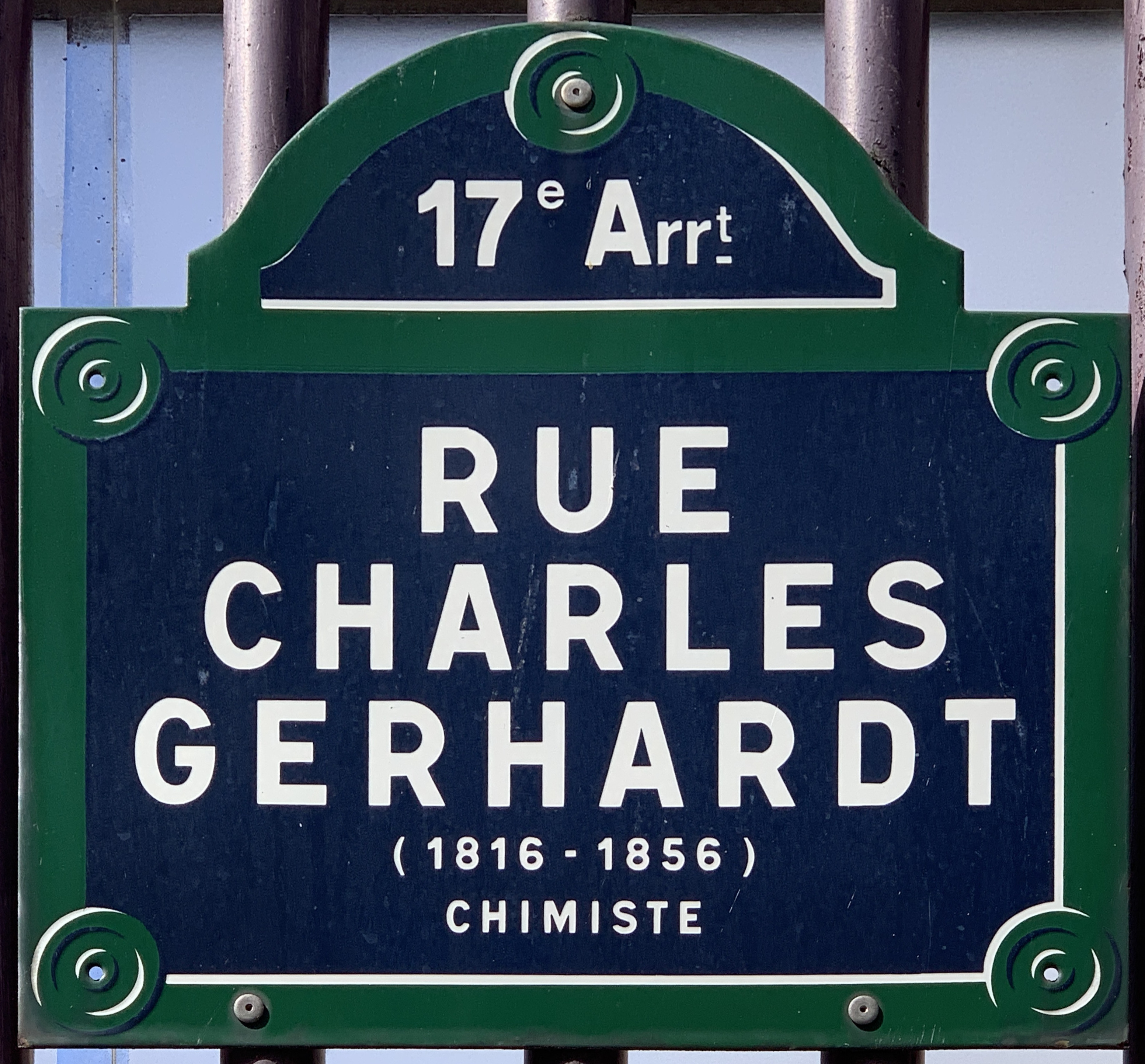
Plaque de la rue.

Elle porte le nom du chimiste alsacien Charles Frédéric Gerhardt (1816-1856).

## Historique
La voie est ouverte par décret du 12 août 1884 et prend sa dénomination actuelle par arrêté du 5 avril 1904.